# Anna Barbarzak
Anna Barbarzak (ur. 21 czerwca 1978) – polska urzędniczka państwowa i dyplomata, od 2015 do 2019 roku Ambasador RP w Grecji.

## Życiorys
Ukończyła studia na kierunku międzynarodowe stosunki gospodarcze w Szkole Głównej Handlowej oraz podyplomowe studia w sferze bezpieczeństwa międzynarodowego w Geneva Centre for Security Policy. W 2001 rozpoczęła pracę w Ministerstwie Spraw Zagranicznych.
W latach 2006–2007 pracowała w Stałym Przedstawicielstwie RP przy Biurze NZ w Genewie w stopniu III sekretarza. W latach 2007–2011 pracowała w wydziale ekonomicznym ambasady RP w Waszyngtonie (jako II i I sekretarz), gdzie zajmowała się problematyką energetyczną, klimatyczną i sprawami gospodarczymi.
Po powrocie z placówki pełniła funkcję naczelnika w sekretariacie ministra. W 2013 została najpierw zastępczynią dyrektora, a później dyrektorką Departamentu Współpracy Ekonomicznej MSZ, koordynując współpracę MSZ z OECD, MFW, UNCTAD, EBOR, EBI. W 2015 otrzymała nominację na Ambasadora RP w Grecji. Listy uwierzytelniające złożyła 21 stycznia 2016. Urzędowanie zakończyła 15 sierpnia 2019. Od ok. 2023 radca-minister ds. Światowej Organizacji Własności Intelektualnej w Stałym Przedstawicielstwie RP przy Biurze NZ w Genewie.
Jej mężem jest Wojciech Flera.